# Сивергин, Юрий Михайлович
Юрий Михайлович Сивергин  (16 декабря 1931, Сыктывкар — 3 августа 2021, Москва) — российский учёный в области химии полимеров, д.х.н. (1976), профессор. Известен также как автор-составитель энциклопедии по истории химии в России и в СССР..

## Биография
Участник ВОВ.
Выпускник Московского института тонкой химической технологии 1955 года.
В 1958 г. принят сотрудником лаборатории А. А. Берлина Института химической физики им. Н. Н. Семёнова РАН в Москве, где уже осенью этого года приступил к исследованиям комплекса свойств полимеров на основе полимеризационно-способных олигомеров (в основном класса олигоэфиракрилатов (ОЭА)).
В 1966 г. защитил в Москве диссертацию на звание кандидата химических наук по теме «Исследование полимеризации олигоэфиракрилатов и свойств полимеров на их основе» по спец. 02.00.00.
К 1974 году Ю. М. Сивергин изучал и разрабатывал обещающее с прикладной точки зрения направление — развитие композиций анаэробных герметиков. В 1976 г. защитил по этому направлению диссертацию на звание д.х.н., позже получил учёное звание профессора.
Вскоре (в 1978 году) Ю. М. Сивергин переводится в лабораторию армированных пластиков, где вместе с сотрудниками им разработаны методы синтеза олигоэфирметакрилатов и -акрилатов, содержащих сопряжённые тройные связи, и синтезированы ряд этих соединений. Эти работы были выполнены одними из первых в мире по данному направлению.
Автор ряда научных трудов по химии полимеров, учебных пособий по химии.

## Труды по истории химии
Известен также как автор-составитель энциклопедии «Химики Российской империи, СССР и Российской Федерации» в 7-ми томах (1997—2009).
Подавал в 1998 г. заявку на грант в РФФИ на издание упомянутой энциклопедии, но не получил поддержки.
Издание осуществлено при участии РАЕН, членом-корреспондентом которой являлся Ю. М. Сивергин.
На первые тома издания уже в 1999 г. был обнародован в Вестнике РАН в целом весьма критический отзыв акад. Ю. А. Золотова, в котором рецензент указывает на целый ряд неточностей и несоразмерностей, допущенных как в изложении исторических данных (начиная с истории названия Российской академии наук), так и в их отборе и представлении, в конце отзыва приходя к выводу о том, что упомянутый труд даёт искажённый и смещённый образ истории российской химической науки.
Тем не менее упомянутая энциклопедия нередко используется в качестве источника по истории химии, в том числе в Википедии.

## Из библиографии
Книги
- Поликарбонат(мет)акрилаты / Ю. М. Сивергин, Р. Я. Перникис, С. М. Киреева; И-т хим. физики АН СССР, Ин-т химии древесины. — Рига : Зинатне, 1988. — 213 с. : ил.; 22 см; ISBN 5-7966-0036-2.
- Синтез и свойства олигоэфир(мет)акрилатов / Сивергин Ю. М., Усманов С. М. — М. : Химия, 2000. — 419 с. : ил.; 21 см; ISBN 5-7245-1191-6
- Моделирование методом Монте-Карло трёхмерной свободнорадикальной полимеризации тетрафункциональных мономеров на решётках разных размеров и геометрии в рамках формирования единичного трёхмерного структурного элемента : монография / Ю. М. Сивергин, С. М. Усманов. — Москва : Альтаир, 2009-. — 21 см.
  - Ч. 2, Разд. 2: Активные стенки. — 2009. — 147 с. : ил., табл.
  - Ч. 3: Решётки размерности 10³→50³. — 2010. — 95 с. : ил., табл.
  - Ч. 5: Влияние длины тетрафункциональных мономеров / Ю. М. Сивергин, С. М. Усманов, Ф. Р. Гайсин. — 2010. — 27 с. : ил.
- Тепловое расширение олигоэфир(мет)акрилатов и трёхмерных полимеров на их основе : монография / Ю. М. Сивергин, С. М. Киреева, С. М. Усманов. — Санкт-Петербург : Химиздат, 2011. — 94, [1] с. : ил., табл.; 20 см; ISBN 978-5-93808-193-2
- Кинетика трёхмерной свободно-радикальной полимеризации олигоэфир(мет)акрилатов : монография / Гайсин Ф. Р., Сивергин Ю. М., Усманов С. М. — Санкт-Петербург : Химиздат, 2014-. — 21 см.

Учебники и учебные пособия
- Методические указания в виде формально-логических схем для контроля знаний студентов МИИВТа и ЛИВТа по курсу общей химии / Г. Л. Немчанинова, Г. П. Тихонов, Ю. М. Сивергин ; Министерство речного флота РСФСР, Московский институт инженеров водного транспорта, Ленинградский институт водного транспорта. — Москва ; Ленинград : ЦБНТИ Минречфлота, 1984. — 53 с. : табл.; 20 см.
- Курс общей химии: [в 2 ч.] / Ю. М. Сивергин, Г. П. Тихонов; М-во трансп. РФ, Моск. гос. акад. вод. трансп. (МГАВТ). — [Изд. 2-е испр. и доп.]. — М. : Альтаир, 2004-_. — 21 см.
  - Ч. 1. — 2004. — 216 c. : ил., табл.
  - Ч. 2. — 2004. — 348 с. : ил., табл.
- Введение в концепции современного естествознания и экологию / Ю. М. Сивергин ; М-во трансп. РФ, Моск. гос. акад. вод. трансп. — М. : Альтаир, 2004. — 85 с. : ил.; 21 см.

Труды по истории химии
- Сивергин, Юрий Михайлович. Химики Российской империи, СССР и Российской Федерации [изд. в 7-ми т.] / Ю. М. Сивергин ; Российская акад. естественных наук. — Москва : [б. и.], 1997—2009. — 21 см.
  - Т. 1. — 1997. — 318 с. : портр.
  - Т. 2. — 1998. — 366 с., [9] л. портр. : портр.
  - Т. 3. — 2000. — 368 с., [14] л. портр.
  - Т. 4. — 2002 (Тип. Изд-ва МГУ). — 389 с., [10] с. портр.
  - Т. 5. — 2004. — 193 с., [18] л. портр. : ил.
  - Т. 6. — 2006. — 352 с., [18] л. портр.
  - Т. 7. — 2009. — 350 с.

Диссертации
- Сивергин, Юрий Михайлович. Исследование полимеризации олигоэфиракрилатов и свойств полимеров на их основе : диссертация … кандидата химических наук : 02.00.00. — Москва, 1966. — 180 с. : ил.